# 西卡摩爾 (加利福尼亞州)
西卡莫爾（英語：Sycamore）是位於美國加利福尼亞州科盧薩縣的一個非建制地區。該地的面積和人口皆未知。

## 地理
西卡莫爾的座標為39°08′02″N 121°56′31″W / 39.13389°N 121.94194°W，而該地的平均海拔高度為15米（即49英尺）。